# Aerovias Brasil
Empresa de Transportes Aéreos Aerovias Brasil S/A foi uma companhia aérea brasileira fundada em 1942, sendo adquirida pela Real Transportes Aéreos em 1954, formando assim o Consórcio Real-Aerovias. Em 1961 á Aerovias Brasil, foi incorporada á Varig após a Varig adquirir o Consórcio Real-Aerovias.

## História
A Aerovias Brasil foi fundada em 26 de agosto de 1942, como parte de um ambicioso projeto de TACA a criação de uma companhia aérea nacional em cada país latino-americano. Portanto, dois acionistas da Taca tinham 66,6% das ações enquanto 33,4% pertenciam a 29 acionistas brasileiros, dos quais os irmãos Oscar e Roberto Taves eram os mais importantes. Mais tarde, os irmãos deixaria a sociedade e Roberto Taves seria um dos acionistas fundadores do Lóide Aéreo Nacional. As operações da Aerovias foram autorizadas em 29 de dezembro de 1942 e os voos começaram no ano seguinte.
Nos seus primeiros anos, a Aerovias Brasil operou voos domésticos de passageiros. Durante a Segunda Guerra Mundial, começou a operara voos não-regulares de carga para os Estados Unidos. Por causa de direitos recíprocos, em acordos bilaterais entre o Brasil e os Estados Unidos, duas companhias aéreas de cada país podiam operar entre os dois países. No Brasil, a Brasil Aerovias e Cruzeiro do Sul foram as empresas que receberam a concessão. Desta maneira a Aerovias Brasil foi capaz de transformar seus voos não-regulares para os Estados Unidos em programados, que podiam também incluir transporte de passageiros. Os voos começaram em 1946 e a Aerovias Brasil foi a primeira empresa brasileira a estabelecer os voos regulares de passageiros para os Estados Unidos. Os voos eram duas vezes por semana a partir de Rio de Janeiro-Santos Dumont para Miami, com uma duração de mais de 48 horas e operado com um Douglas DC-3. O voo fazia escala em Anápolis, Carolina, Belém, Paramaribo-Zanderij, Port of Spain, Caracas e Ciudad Trujillo.
Em 1947, a Aerovias Brasil voava para todas as principais cidades do litoral brasileiro, unindo Porto Alegre a Belém. No mesmo ano, a participação das ações nas mãos de cidadãos brasileiros era de 91% e outra rota para Belém, desta vez voando em linha reta através de Goiânia, Porto Nacional, e Carolina foi aberto, em uma rota pelo interior complementando aquela do litoral.
Em 17 de fevereiro de 1949, a Aerovias Brasil foi comprada pelo estado de São Paulo que implementou uma ampla reorganização.
Em 1951, Aerovias Brasil comprou quatro Douglas DC-4 para iniciar voos para Buenos Aires e Montevidéu. Em 15 de janeiro de 1953, comprou Aeronorte e aumentou sua presença nas regiões norte e nordeste do Brasil. A Aeronorte, no entanto, continuou a operar como uma unidade autônoma em parceria com seu novo proprietário.
Em 1954 a empresa foi privatizada para um conglomerado financeiro de propriedade de Adhemar de Barros, ex-governador de São Paulo, que por sua vez vendeu 87% das ações para Lineu Gomes, proprietário da Real Transportes Aéreos. Com esta compra, o Real ganhou o prestígio, experiência e influência que lhe faltava.
Com a aquisição posterior de Transportes Aéreos Nacional em 1956 também por Lineu Gomes, foi formado um consórcio que tomou o nome de Consórcio Real-Aerovias-Nacional, capaz de voar em todo o território brasileiro e com os destinos internacionais anteriormente servidos pela Aerovias Brasil. Embora mantendo identidades legais independentes, eram controlados pela mesma pessoa, Lineu Gomes. As empresas eram operadas conjuntamente, mas na prática era Real, que controlava o consórcio. Nessa época, o Consórcio dominava o tráfego de passageiros no triângulo São Paulo, Rio de Janeiro, Belo Horizonte, o centro econômico do país.
Em 1961 a Varig comprou uma participação na Aerovias Brasil e, mais tarde, no mesmo ano, comprou todo o consórcio Real-Aerovias-Nacional. Aerovias Brasil e suas empresas irmãs foram incorporadas à Varig.
A Aerovias Brasil, ainda como parte do Consórcio Real-Aerovias-Nacional, comprou três Convair CV-990 para operar em suas rotas intercontinentais pouco antes do Consórcio ser vendido para a Varig. A Varig tentou cancelar a transação, mas não conseguiu. Por conseguinte, contra a sua vontade, a Varig foi obrigada a receber e operar as três aeronaves.

## Frota
| Aeronave              | Total | Anos de operação | Notas |
| --------------------- | ----- | ---------------- | ----- |
| Lockheed 14H2         | 2     | 1942–1945        |       |
| Fairchild 71A         | 2     | 1944–1945        |       |
| Lockheed 12A          | 2     | 1944–1947        |       |
| Douglas DC-2          | 2     | 1945–1948        |       |
| Douglas DC-3/C-47     | 30    | 1945–1961        |       |
| Curtiss C-46 Commando | 4     | 1951–1954        |       |
| Douglas DC-4          | 4     | 1951–1960        |       |

## Acidentes
- 15 de fevereiro de 1943: um Lockheed 14H2 prefixo PP-AVA operando um vôo cargueiro caiu nas proximidades de Bom Jesus da Lapa. um membro da tripulação morreu.
- 14 de julho de 1948: um Douglas C-47A-70-DL prefixo PP-AVO operando um vôo cargueiro caiu e pegou fogo após a decolagem do Aeroporto Internacional de Belém, dos 6 ocupantes a bordo apenas 1 sobreviveu.
- 19 de dezembro de 1949: um Douglas C-47A-30-DK-Dakota III prefixo PP-AXG, desapareceu após a decolagem do Aeroporto Internacional de Vitória durante um vôo de treinamento. Todos os 6 passageiros e tripulantes morreram.
- 31 de maio de 1950: um Douglas C-47-DL prefixo PP-AVZ de Vitória-Salvador, desintregou-se no ar em Itacaré, próximo à Ilhéus. Dos 15 ocupantes a bordo, apenas 2 sobreviveram.
- 14 de outubro de 1952: um Douglas C-47-DL prefixo PP-AXJ, operado pela Real Transportes Aéreos na rota São Paulo-Porto Alegre atingiu terreno elevado durante um vôo em condições adversas sobre a localidade de São Francisco de Paula. Dos 18 ocupantes a bordo, apenas 4 sobreviveram.
- 6 de setembro de 1961: um Douglas C-47-DL prefixo PP-AVL operado pela Real Transportes Aéreos que transportava carne congelada colidiu com um morro a 1,500 metros do Aeroporto de Concórdia durante a aproximação sob condições adversas. Todos os 4 tripulantes a bordo morreram.